# Quante storie
Quante storie, pubblicato nel 1990, è ventottesimo album in studio della cantante italiana Ornella Vanoni.

## Tracce
1. Insieme a te - 4:00 (Mario Lavezzi-Mogol)
2. Effetti speciali - 4:36 (Mariella Nava)
3. Domani (innamorata di te) - 4:18 (Stefano De Sando - Michelangelo Romano - Stefano De Sando)
4. Estiva (tra cielo e mare) - 6:21 (Stefano De Sando - Michelangelo Romano - Stefano De Sando)
5. Luci che vanno - 4:20 (Stefano De Sando - Michelangelo Romano - Stefano De Sando)
6. Siente si - 4:48 (Stefano De Sando)
7. Sarà - 3:20 (Giuseppe Bentivoglio)
8. Ma tu,sentimentale... - 5:43 (Stefano De Sando)
9. La costruzione di un amore - 4:15 (Ivano Fossati)

## Musicisti
- Ornella Vanoni - voce
- Candelo Cabezas - percussioni
- Gabriele Cicognani - basso
- Lele Melotti - batteria
- Vittorio Cosma - tastiera
- Mario Lavezzi - chitarra
- Francesco Saverio Porcello - chitarra
- Danilo Riccardi - tastiera
- Massimo Spinosa - basso
- Vladimiro Tosetto - tastiera
- Alessandro Simonetto - violino, mandolino, bouzouki
- Lucio Fabbri - violino, chitarra, tastiere
- Patrizia Di Malta - cori